# Bernd Illedich
Bernd Illedich (* 9. Januar 1977) ist ein ehemaliger österreichischer Fußballspieler.
Illedich spielte von 1994 bis 2006 bei verschiedenen Fußball-Vereinen der zweit- und dritthöchsten Spielklassen Österreichs, u. a. beim ASKÖ Klingenbach (Regionalliga Ost, 1. Division), SV Rohrbach (Regionalliga Ost), ASK Baumgarten (Regionalliga Ost), SV Mattersburg (Erste Liga, Regionalliga Ost), Wiener Sportklub (Regionalliga Ost), First Vienna (Regionalliga Ost).
Sein Debüt als Fußballprofi gab Illedich am 6. August 1994 für den ASKÖ Klingenbach in der 2. Division bei der 1:2-Heimniederlage gegen SV Spittal, als er in der 69. Spielminute für Michael Zwonarits eingewechselt wurde. Mit der 2:5-Heimniederlage der SV Mattersburg gegen die WSG Wattens am 18. November 2000 beendete Illedich seine Profilaufbahn.
Nach zwei Kreuzbandrissen 2006 verabschiedete sich Illedich nach seiner Station bei Vienna vorerst vom Fußball. Im Juli 2007 kam es zu einem Comeback bei seinem Heimatverein ASV Draßburg (damals II. Liga Mitte Burgenland).

## Erfolge
- Aufstieg mit Mattersburg aus der Regionalliga Ost in die Erste Liga
- zahlreiche Einberufungen in die Fußball-Nachwuchs-Auswahlen des Österreichischen Fußball-Bundes